# Права ЛГБТ на Островах Питкэрн
Лесбиянки, геи, бисексуалы и трансгендеры (ЛГБТ) на британской заморской территории Островов Питкэрн пользуются большинством тех же прав, что и люди, не относящиеся к ЛГБТ. Однополые сексуальные отношения являются законными, дискриминация по признаку сексуальной ориентации запрещена конституцией, а однополые браки являются законными с 14 мая 2015 года.

## Легальность однополых сексуальных отношений
Однополные сексуальные отношения были легализованы в 2001 году.

## Легальность однополых браков
Однополые браки являются на островах Питкэрн с 14 мая 2015 года, однако ни один из приблизительно 50 жителей островов Питкэрн не состоит в однополых отношениях. Постановление о легализации однополых браков было единогласно одобрено Советом острова, подписано губернатором Джонатаном Синклером 1 апреля и опубликовано 13 мая. Закон, известный как «Постановление об однополых браках и гражданских партнерствах» 2015 года, также предусматривает признание зарегистрированного гражданского партнерства (питк. sivil partnershep), заключенного за пределами Питкэрна. Шаг по легализации однополых браков был широко опубликован в международных СМИ. Заместитель губернатора Кевин Линч заявил, что это изменение было предложено британскими властями. Один из местных жителей сказал, что закон «даже не был главным предметом обсуждения, пока внешний мир не начал следить за новостями».

## Защита от дискриминации
Конституционный указ Островов Питкэрн 2010 года запрещает дискриминацию по признаку сексуальной ориентации, среди прочих категорий, гласящий:
Выражение «дискриминационный» означает предоставление разного обращения разным лицам по любому признаку, такому как пол, сексуальная ориентация, раса, цвет кожи, язык, религия, возраст, инвалидность, политические или иные убеждения, национальное или социальное происхождение, связь с национальным меньшинством, собственность, рождение или иное положение.
Термин «гендерная идентичность» упоминается в законодательстве Питкэрна лишь дважды. Во-первых, в Постановлении о браке говорится, что «брак» означает союз двух людей независимо от их пола, сексуальной ориентации или гендерной идентичности. Во-вторых, постановление о вынесении приговора требует, чтобы суды учитывали определённые индивидуальные факторы при рассмотрении дела правонарушителя, в том числе, если преступление было совершено на основе гендерной идентичности жертвы. Сексуальная ориентация также упоминается.

## Усыновление и воспитание детей
Законодательство 2015 года об однополых браках включает положение о том, что однополые пары могут быть родителями ребёнка. В «Постановлении об усыновлении младенцев» говорится, что супружеские пары, не состоящие в браке пары и одинокие люди могут совместно подавать заявления на усыновление детей.
Согласно отчету правительства Великобритании за 2006 год, с 1954 года на островах Питкэрн было 9 усыновлений, последнее — в 1979 году.

## Военная служба
Представители ЛГБТ могут на законных основаниях служить в британских вооруженных силах, поскольку оборона государства является обязанностью в Соединённом Королевстве.

## Итоговая таблица
| Однополые сексуальные отношения легальны                                                               | (с 2001 года)                               |
| Равный возраст согласия                                                                                | (с 2001 года)                               |
| Антидискриминационные законы в сфере занятости                                                         | (с 2010 года)                               |
| Антидискриминационные законы при предоставлении товаров и услуг                                        | (с 2010 года)                               |
| Антидискриминационные законы во всех других областях (включая косвенную дискриминацию, язык ненависти) | (с 2010 года)                               |
| Признание однополых союзов (например, гражданского союза)                                              | (с 2015 года)                               |
| Однополые браки легальны                                                                               | (с 2015 года)                               |
| Усыновление приемных детей однополыми парами                                                           | (с 2015 года)                               |
| Совместное усыновление однополыми парами                                                               | (с 2015 года)                               |
| Представителям ЛГБТ разрешено открыто служить в армии                                                  | (с 2000 года)                               |
| Право на изменение пола                                                                                | No                                          |
| Доступ к ЭКО для лесбиянок                                                                             |                                             |
| Коммерческое суррогатное материнство для однополых пар                                                 | (запрещено также для гетеросексуальных пар) |
| МСМ разрешено быть донорами крови                                                                      |                                             |